# Oreomanes fraseri
Oreomanes fraseri là một loài chim trong họ Thraupidae.